# La Motte-Feuilly
La Motte-Feuilly là một xã ở tỉnh Indre khu vực trung bộ Pháp. Xã này có diện tích 5,68 km², dân số thời điểm năm 1999 là 42 người. Khu vực này có độ cao trung bình 244 mét trên mực nước biển.